# Донецько-Макіївська агломерація
Донецько-Макіївська агломерація — агломерація з центром у місті Донецьк.
Головні чинники створення та існування агломерації: центр промислового краю — Донбас, перепуття транспортних шляхів, близькість центр гірничої, металургійної і машинобудівної промисловості, близькість морського порту, Донецький міжнародний аеропорт.
Населення — 1,47 млн осіб (355 місце у світі).
Складається
- з міст: Донецьк, Макіївка, Харцизьк, Авдіївка, Ясинувата, Докучаєвськ, Вугледар.
- з районів: Амвросіївський район, Старобешівський район, Волноваський район, Мар'їнський район, Ясинуватський район.

Приблизні статистичні дані (2001 р.)
- Чисельність населення — 2 009,7 тис. осіб.
- Площа — 8 093 км².
- Густота населення — 248,3 осіб/км².

Розвиток Донецько-Макіївської агломерації, попри те, що генеральний план розроблявся в зв'язці до розвитку обох міст в агломерації, призвів до змін меж міст.
Через війну на Донбасі кількість жителів не відома, населення виїхало в інші області України та інші країни. Згідно з офіційними даними станом на 01.01.2016 року населення цієї агломерації становить 1 844 619 осіб.